# Mosquée El Ahmadi (Tunis)

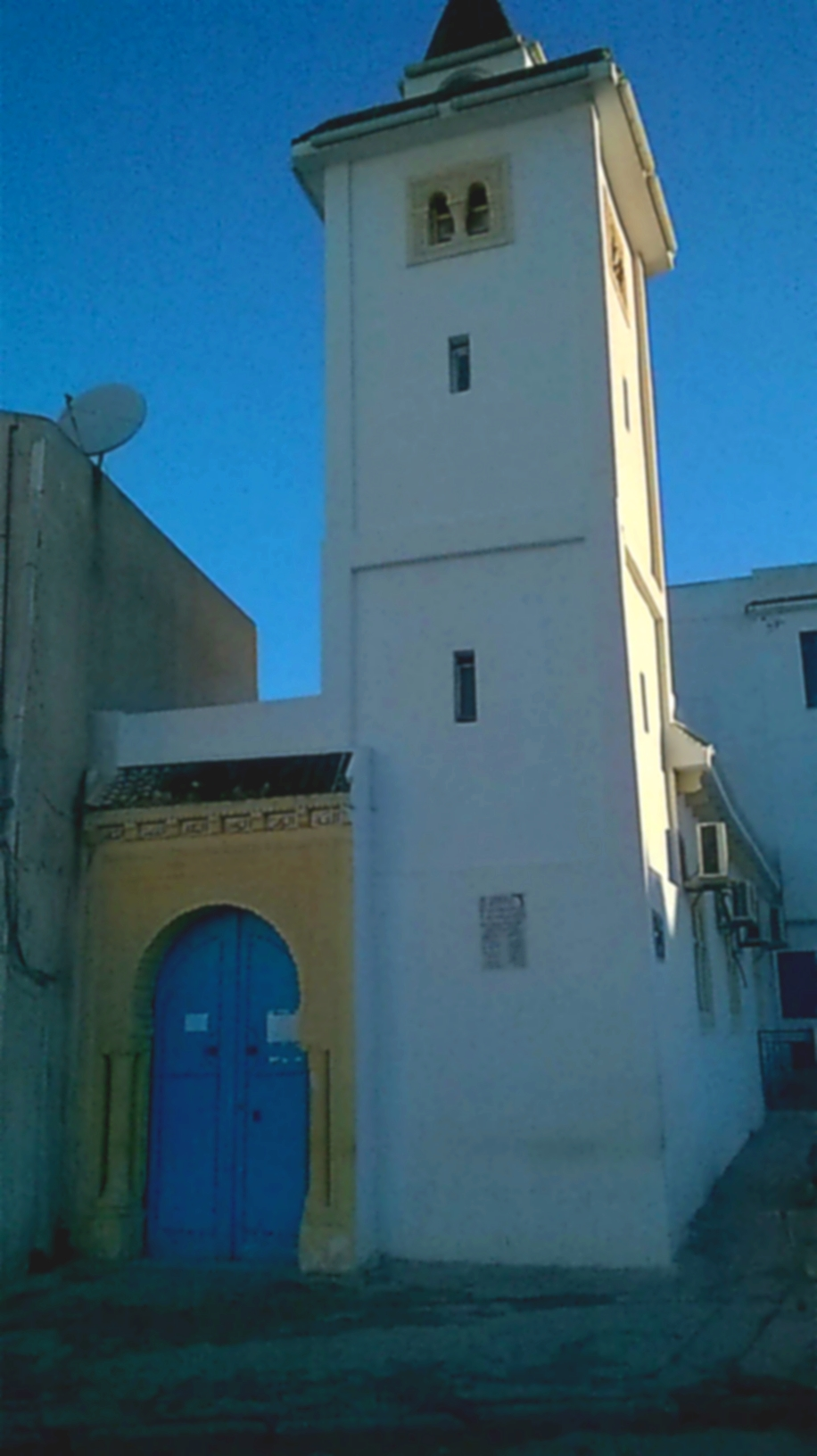
Vue de la mosquée El Ahmadi

La mosquée El Ahmadi (arabe : الجامع الأحمدي) est une mosquée tunisienne située dans le faubourg nord de la médina de Tunis, près de Bab El Khadra, l'une de ses portes.

## Localisation
Elle se trouve sur la rue Bab El Khadra, dans l'impasse du Four.

## Étymologie
Elle tire son nom de son fondateur, Ahmed II, bey de Tunis de la dynastie des Husseinites de 1929 à sa mort.

## Histoire
Elle est construite en 1933 (1352 de l'hégire), comme indiqué sur la plaque commémorative, où se trouve aussi un poème d'Ahmed Ben Salah El Karoui (arabe : أحمد بن صالح القروي) chantant les louanges du bey fondateur de cet édifice.

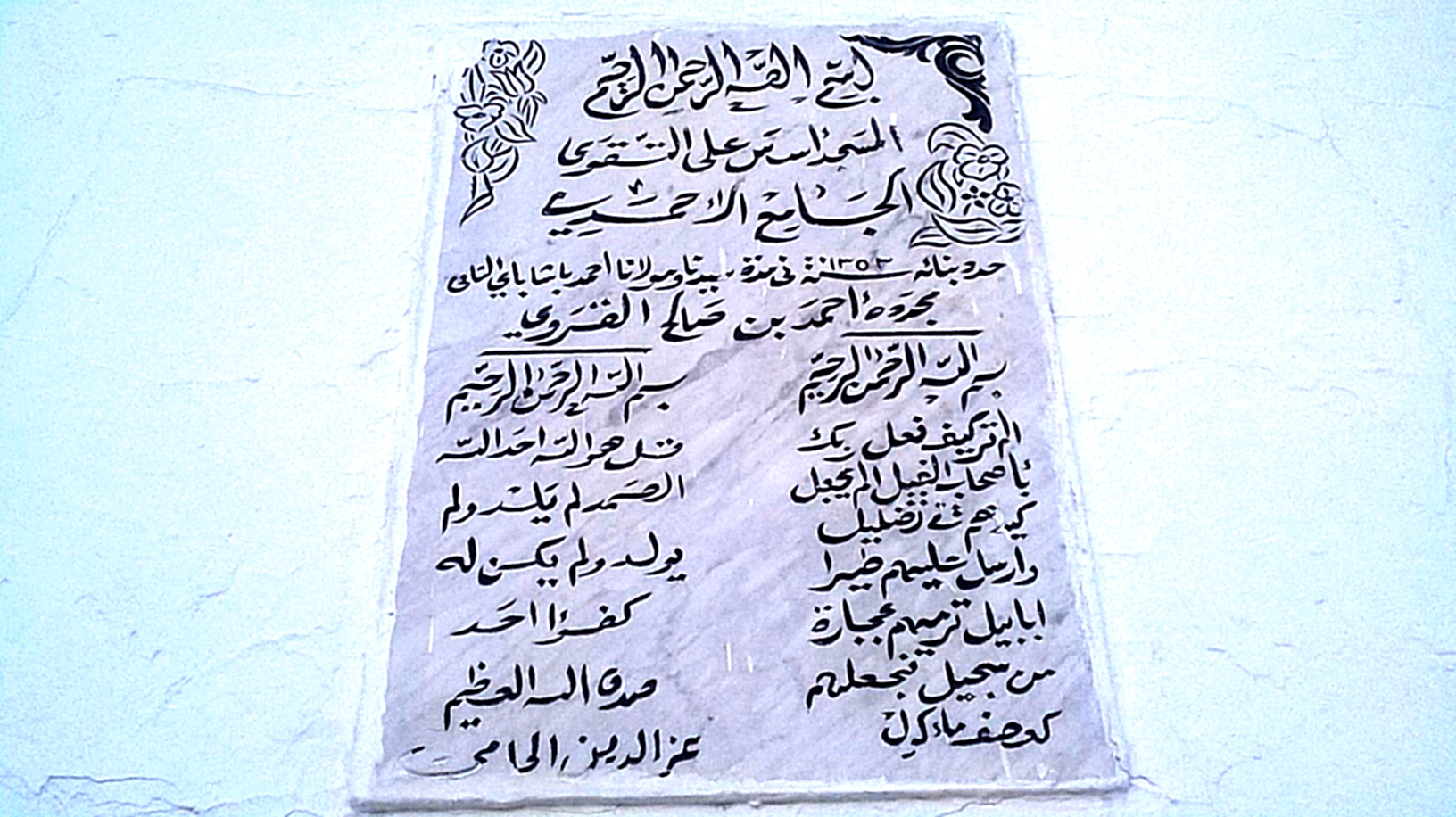
Plaque commémorative de la mosquée
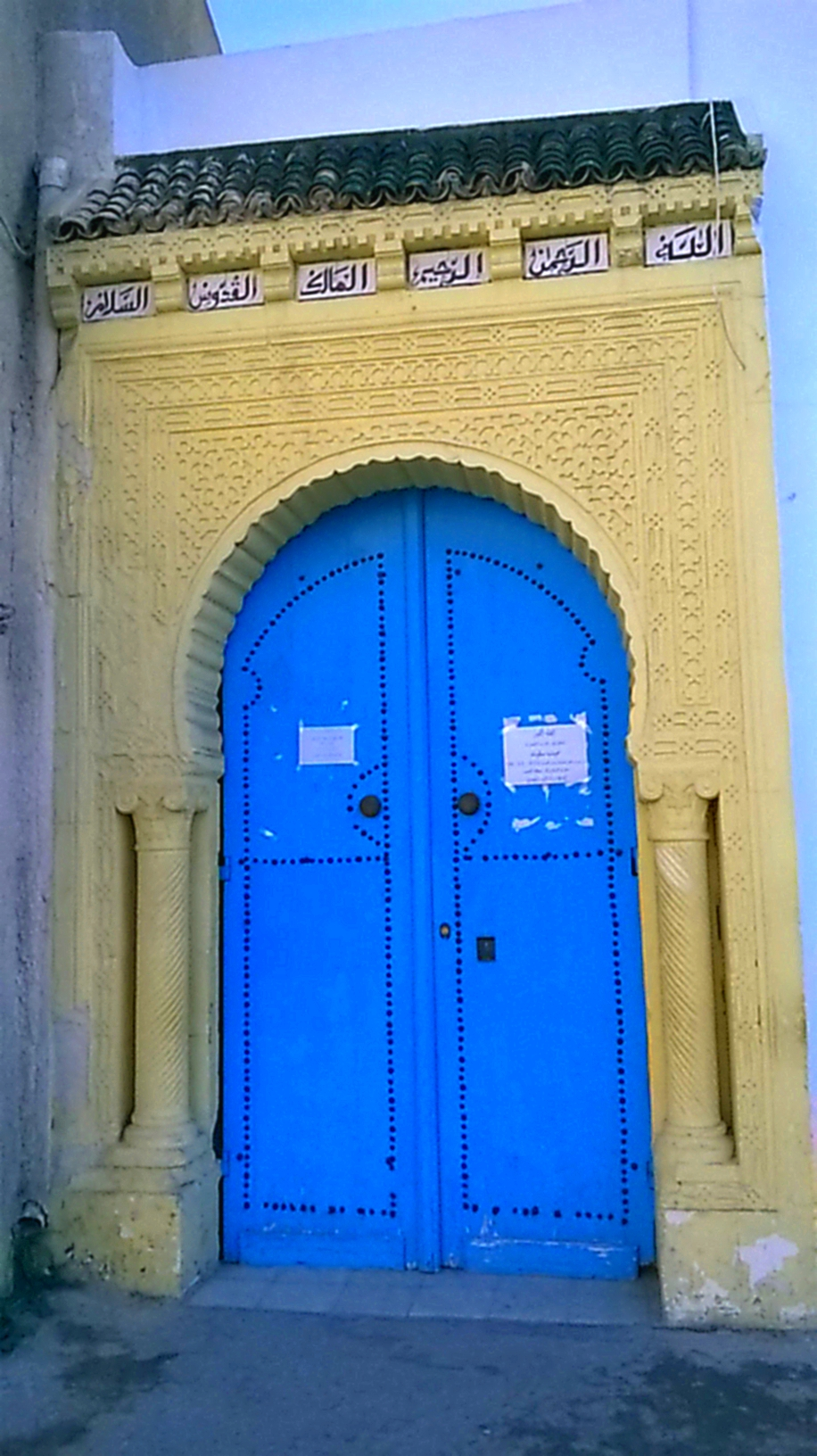
Porte d'entrée
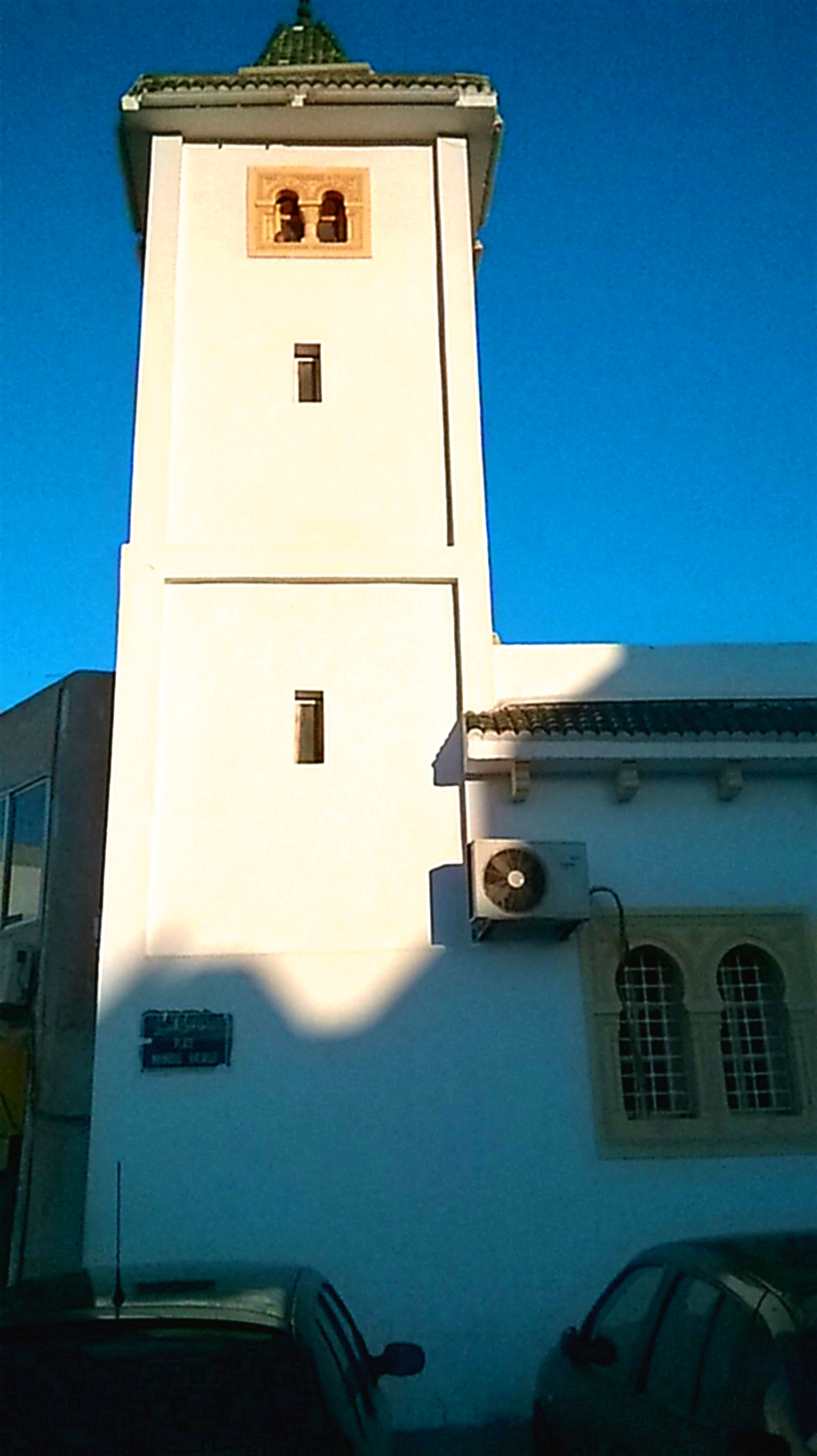
Minaret de la mosquée